# Zakon i red: Odjel za žrtve (8. sezona)
Ovaj članak sadrži popis epizoda iz 8. sezone Odjela za žrtve.

## Popis epizoda

### Informiran
Premijera 8. sezone (19. rujna 2006.). Mlada žena, Haley Kerns, pojavljuje se u hitnom bolničkom odjelu izudarana i obrijane glave. Untoč znakovima silovanja, zahtijeva samo hitnu kontracepcije i odbija bris za silovanje. Kerns se na ulici susreće s det. Benson, koja ju nagovara na bris za silovanje. Olivia prate Haley do njezina stana, no kada se Haley zaključa u kupaonicu zahtjeva od Olivie da ode. Olivia to i učini, no tek nakon što je uzela njezino donje rublje od silovanja za DNK analizu. Kada se vrati u Haleyin stan otkrije da je nestala i nađe FBI-ebog agenta Stara Morrisona (iz epizode "Kiseo", 7. sezona) koji je pod krinkom, a otkriva joj da je Kerns njezin izvor informacija o ekoterorističkoj organizaciji. Nakon što je Elliot ranjen u potrazi za Kerns, Olivia i Star moraju naći i nagovoriti Haley da surađuje kako bi zaustavili terorističko bombardiranje. 
Odlazak na porodivni dopust Mariske Hargitay objašnjen je na kraju epizode, kada je Olivia prisiljena na tajni zadatak FBi-a kako bi dovršila Starinu istragu.

### Sat
Connie Nielsen je predstavljena u epizodi kao det. Dani Beck, koja zemjenjuje Oliviu kao Stablerova partnerica. Odjel istražuje nestanak dvoje tinejdžera, uključujući jednu djevojčicu s Turnerovim sindromom. No, otkrilo se da nijedan od to dvoje zapravo nije nestao. 
U TV vodiči piše da će Nielsen kao gost biti ukupno 6 epizoda.

### Ponovni poziv
Stabler i Cragen su zabrinuto za Backinu reputaciju kao prevatrenu detektivku. Ona radi sa Stablerom na dosadnom slučaju silovanja na kojem ne mogu održati optužbe dok se iznenadni svjedok ne pojavi.

### Ujak
Odjel sumnja na beskućnika za ubojstvo. U epizodi se otkrivaju neke tajne Munchove obitelji.

### Suočenje
Elliot i Dani se ne slažu kao postupiti u slučaju silovatelja.

### Infiltriran
Olivijina vjernost je testirana kada je pozovu a svjedoči u slučaju silovanja dok je još pod krikom kao Persephone James.

### Slaba točka
Stabler i Dani pokušavaju nagovoriti mladu prostitutku da svjedoči potiv njezinog svodnika kada je trio žrtava ubojstava s istim tetovažama doveo Odjel do prostitucijskog lanca u kojem su prostiutke bile tinejdžerke.

### Kavez
Stabler i Dani istražuju automobilsku nesreću koja uključuje dvoje posvojene djece. Istraga vodi detektive do usvajatelja i nekih upitnih medicinskih metoda uključujući i kontroverznu terapiju "ponovnog rođenja". Kako detektivi dublje istražuju slučaj, otkrivaju sve više strašnih pojedinosti o djeci, a nakon što jedno od njih, Eden (Elle Fanning), zapali stan detektivke Beck pokušavajući time ubiti nju i počiniti samoubojstvo, Dani se oprosti od Stablera i Odjela za žrtve. To je bio njezin zadnji nastup u seriji.

### Koreografiran
Žena je nađena mrtva u Central Parku, a kada MV Warner ne može otkriti razlog njezine smrti, Stabler započinje istragu tako da ispita žrtvinog supruga Wesleyja Masonera (Chris Sarandon), koji vodu plesnu grupu, tijekom čega dolaze njegovi prijatelji Glenn (Bob Saget) i Naomi Cheales (Catherine Bell) da izraze sućut. Tijeom istrage, Stabler otkriva još puno čudnih pojedinosti. Stella Danquiss (Bernadette Peters) brani Wesleyja. Na kraju epizode, Stabler saznaje da se Olivia ratila te da mu je ponovo partnerica.

### Šeherezada
Elliot i Olivia istražuju zločine koji se se zbili prije 50 godina, nakon što se jedan čovjek ispovijedi na smrtnoj postelji.

### Izgoren
Stabler i Olivia se suoče s problemom koje vjeruvati u "on je rekao, ona je rekla" slučaju silovanja koji involvira muža i žanu (Blair Underwood, Michael Michele).

### Čovjek izvana
Fin istražuje navono silovanje na koledžu kojeg pohađa njegov sin Ken (Ernest Waddell). Tijekom istrage pridruži mu se Chester Lake (Adam Beach), detektiv iz Brooklynskog Odjela za žrtve, koji radi na sličnom slučaju. 

### Rupa u zakonu
Anonimno pismo vodi detektive Odjela do slučaja navodne dječje pornografije i testiranja pesticida na ljudima. Olivia je također izložena pesticidu te dobije simptome iste kao i žrtva i njegova majka. Kraj epizode objašnjava kontroverzno pravilo USEPA-e koje dopušta testiranje pesticida na ljudima.

### Ovisan
Nakon što je odvjetnik (Cary Elwes) napadnut, a njegova žena brutalno ubijena, Stabler i Olivia ispituju njihovu kći. No, zbog toga što je prošlu noć bila na zabavi i napila se, ničega se ne sijeća, iako njezin otac tvrdi da je bila na sceni ubojstva. Stabler se suoči s optužbom za korištenje pretjerane sile kada njezin momak umre tijekom uhićenja. Na suđenju je dokazano da je njezin momak preminuo od srčanog udara prije nego što ga je Stabler udario, te da ga je Stabler želio spasiti, tako da je on oslobođen svih optužbi.

### Plast sijena
U "skinut-s-naslovnice" slučaju, prevatrena novinarka Cindy Marino (Kali Rocha) na televiziji optužuje novu majku Lauru Kozowloski (Ashley Williams) da je otela i pokušala ubiti svoju bebu. Ta kap je prelila času za majku koja počinjava samoubojstvo (vidi Melinda Duckett). Iako su svi osumnjičeni, uključujući i majku i njezinog bivšeg supruga, Mikea (Pablo Schreiber), slučaj emitvno jako utječe na detektiva Stablera.

### Philadelphia
Olivia istražuje slučaj silovanja izvan njezinog područja, te se sastaje s Dr. Rebeccom Hendrix (Mary Stuart Masterson) kako bi razgovarala o svom postpuku. Ona tada otkriva i dio svoje prošlosti kada nađe svog brata Simona Marsdena (Michael Weston), koji je jedan od osumnjičenih u slučaju silovanja.

### Grijeh
Uspješni propovjednik (Tim Daly), je glavni osumnjičeni u slučaju umorstva, dok njegova supruga (Kathy Baker) detektivima ne preda snimku razgovora.

### Odgovoran
Stabler i Olivia moraju ući u svijet opijanja maloljetnika kada jedna smrt vodi do tuluma po srednjim školama i majke (Laura Leighton), koja ne samo da daje alkohol prijateljima svoje kćeri, nego i spava s njima.

### Florida
Kada se Olivia uplete u istragu o njezinom bratu Simonu Marsdenu (Michael Weston), njezina karijera je u pitanju. Kada SImon pobjegne, Olivia dublje istražuje povijest svoje obitelji, te se počinje pitati je li ona stvarno plod silovanja ili ne. Daljnom istragom otkriva da je Simon nevin, te da mu je smjestila kap. Julia Milfield (Kim Delaney).

### Uništen
Ispostavlja se da je ubojstvo žene bio profesionalni posao, kada njezin zaručnik (Dylan Walsh) dobije prijeteća pisma, navodno od CIA-e. Stabler daljnom istgarom otkriva da taj zaručnik možda nije ono za što se predstavlja. Slučaj postaje još šokantniji kada kada Odjel sazna da je prava obitelj tog čovjeka nađena mrtva. U međuvremenu, Stabler poboljšava odnose s obitelji.

### Pretvaranje
Odjel istražuje smrt polugolog tinejdžera s kožnom maskom. Detektivi otkrivaju da je njegov najbolji prijatelj ubojica te da ima snimku smrti, na kojoj je prikazano da je smrt rezultat smrtonosne igre. Suđenje završava s oslobođenjem dječaka, kada se ključna svedokinja (Misti Traya) ne pojavi na sudu. Kada je ona ozlijeđena od strane optuženog, nove informacije dolaze na vidjelo, koje otkrivaju da je ona zapravo puno starija nego što je rekla i da je godinama varala domove. 

### Prevaren
Finale 8. sezone, je nastavak 18. epziode 7. sezone. Slučaj se bavi suđenjem Dariusu Parkeru (Ludacris), koji je ubio ženu i njezinu bebu. No, kako su tijela odbačena kao dokaz, Casey Novak ima težak posao. Prva svjedokinja je Melinda Warner, koju sutkinja Donnelly skoro pošalje u zatvor jer je pri svjedočenju spomenula bebu, što nije smjela. Darius, koji je već smjestio Odjelu da mu seude bez tijela, poziva Stablera, Fina i Oliviju (koja nije svjedočila) da svjedoče kako je policijski sistem New Yorka korumpiran. Saznajemo da je Fin tijekom svog rada u Odjelu za narkotike konzumirao drogu koja je bila dokaz, ali nakon završetna slulaja. Kada Stabler dođe na klupu, na vidjelo ponovo dolazi slučaj kada je njegova kći vozila pod utjecajem alkohola. Sutkinja Donnelly se povlači sa slučaja zbog njezinog saznanja o tom slučaju, te govori Stableru da će se tužba protiv njezine kćeri obnoviti. Suđenje je dobilo novog suca. U međuvremenu Stabler saznaje da mu je supruga, Kathy, trudna s njihovim petim djetetom. Kada je red na Theresu Randall, njegovu majku i Finovu bivšu spurgu, da svjedoči ona odbija, te je Munch odvodoi u zatvor. U zatvoru je Olivia uvjerava da svjedoči, te ona pristaje. Na suđenju ona otkriva puno činjenica o povijesti njezine obitelji, te priznaje da je Darius njezin sin, a da je njegov djed, njezin otac, ujedno i Dariusov otac. Nakon mukotrpnog suđenja i saznanja da je drugi policajac davao materijale obrani, porota je izjavila da Darius Parker nije kriv. Nakon suđenja, Cragen šalje poruku Casey da se nađe s njim u Uredu javnog tužioca. Kada dođe, saznajemo da su i njezin, ali i Cragenov posao u pitanju. Olivia je u istoj situaciji, zbog toga što je davala novac svome bratu dok je bio osumnjičenik, te se mora pravdati pred komisijom. Policija također uhićuje Stablerovu kći na kraju serije. U zadnjoj sceni, ispred sudnice, Fin, Ken i Darius se susreću, te vode posljednji razgovor, gdje apeliraju na Dariusove osjećaje. Nako toga oni odlaze, a Darius ostane sam gledajući u prazno.